# Feuchtmayer
I Feuchtmayer (o anche Feuchtmeyer, Feuchtmayr, Feichtmair o Feichtmayr) erano una famiglia d'importanti artisti della Germania meridionale, grandi interpreti dello stile Rococò. Originari di Wessobrunn operarono nei secoli XVII e XVIII nel sud della Germania, in Austria e in Svizzera come stuccatori, scultori, pittori, architetti e incisori.
Caspar Feuchtmayer (1639-1704 [?]), insieme a Johann Schmuzer (1642-1701) furono i fondatori della grande Scuola di Wessobrunn.
- Franz Joseph Feuchtmayer (1660-1718), scultore
  - Joseph Anton Feuchtmayer (1696-1770), figlio di Franz Joseph, intonacatore e scultore
- Johann Michael Feuchtmayer il Vecchio (1666-1713)
- Michael Feuchtmayer (1667-?); Fratello di Franz Josef e Johann Michael d. Ä.; Padre di Franz Xaver d. Ä. e Johann Michael d. J.;
  - Franz Xaver Feuchtmayer il Vecchio (1698-1764, spesso falsamente: 1705-1764), stuccatore
    - Franz Xaver Feuchtmayer il Giovane (1735-1803), Stuccatore alla Corte di Monaco

  - Johann Michael Feuchtmayer il Giovane (1709-1772), scultore
- Johann Caspar Feuchtmayer (1669 - prima del 1758), fratello di Franz Joseph, Johann Michael e Michael
- Magnus Feuchtmayer (1679-?), Fratello di Franz Joseph, Johann Michael, Michael e Johann Caspar